# Ceraclea disemeiensis
Ceraclea disemeiensis är en nattsländeart som beskrevs av Yang in Yang, Wang och Charles William Leng 1997. Ceraclea disemeiensis ingår i släktet Ceraclea och familjen långhornssländor. Inga underarter finns listade i Catalogue of Life.